# شين يونغ
شين كارلارني يونغ (بالإنجليزية: Shane Karlarnee Young؛ مواليد 31 يوليو 1993) هو مُقاتل فنون قتالية مختلطة نيوزيلندي.

## وصلات خارجية
- شين يونغ على موقع يو إف سي (الإنجليزية)
- شين يونغ على موقع شيردوغ (الإنجليزية)
- شين يونغ على موقع Tapology.com (الإنجليزية)